# Михайловське (Торопецький район)
Михайловське (рос. Михайловское) — присілок в Торопецькому районі Тверської області Російської Федерації.
Населення становить 107 осіб. Входить до складу муніципального утворення Речанське сільське поселення.

## Історія
Від 2005 року входить до складу муніципального утворення Речанське сільське поселення.

## Населення
| 1989 | 2010 |
| ---- | ---- |
| 28   | ↗107 |